# Moineville
Moineville är en kommun i departementet Meurthe-et-Moselle i regionen Grand Est (tidigare regionen Lorraine) i nordöstra Frankrike. Kommunen ligger i kantonen Homécourt som tillhör arrondissementet Briey. År 2022 hade Moineville 1 097 invånare.

## Befolkningsutveckling
Antalet invånare i kommunen Moineville
| Referens: INSEE |